# Simhopp vid världsmästerskapen i simsport 2025 – Herrarnas parhopp 3 meter svikt
Herrarnas parhopp 3 meter svikt i simhopp vid världsmästerskapen i simsport 2025 avgjordes den 28 juli 2025 i OCBC Aquatic Centre i Singapore.

## Resultat
Kvalet startade klockan 10:02. Finalen startade klockan 16:02.
Grön bakgrund betyder att simhopparna gick vidare till finalen
| Placering | Nation                                                    | Kval   | Kval      | Final            | Final            |
| Placering | Nation                                                    | Poäng  | Placering | Poäng            | Placering        |
| --------- | --------------------------------------------------------- | ------ | --------- | ---------------- | ---------------- |
| 1         | Kina Wang Zongyuan Zheng Jiuyuan                          | 445,83 | 1         | 467,31           | 1                |
| 2         | Mexiko Juan Celaya Osmar Olvera                           | 405,54 | 2         | 449,28           | 2                |
| 3         | Storbritannien Anthony Harding Jack Laugher               | 394,29 | 3         | 405,33           | 3                |
| 4         | Ukraina Kirill Boljuch Stanislav Olifertjyk               | 374,91 | 7         | 387,99           | 4                |
| 5         | Italien Lorenzo Marsaglia Giovanni Tocci                  | 371,58 | 8         | 375,60           | 5                |
| 6         | USA Grayson Campbell Jack Ryan                            | 382,68 | 5         | 374,82           | 6                |
| 7         | Nya Zeeland Liam Stone Frazer Tavener                     | 375,66 | 6         | 361,11           | 7                |
| 8         | Tyskland Timo Barthel Moritz Wesemann                     | 388,62 | 4         | 319,89           | 8                |
| 9         | Frankrike Gwendal Bisch Jules Bouyer                      | 370,05 | 9         | Gick inte vidare | Gick inte vidare |
| 10        | Sydkorea Shin Jung-whi Yi Jae-gyeong                      | 364,41 | 10        | Gick inte vidare | Gick inte vidare |
| 11        | Japan Senri Ikuma Haruki Suyama                           | 362,91 | 11        | Gick inte vidare | Gick inte vidare |
| 12        | Neutrala idrottare B Gennadii Fokin Ilia Molchanov        | 358,80 | 12        | Gick inte vidare | Gick inte vidare |
| 13        | Polen Kacper Lesiak Andrzej Rzeszutek                     | 348,60 | 13        | Gick inte vidare | Gick inte vidare |
| 14        | Spanien Juan Cortés Max Liñan                             | 342,42 | 14        | Gick inte vidare | Gick inte vidare |
| 15        | Kanada Tazman Abramowicz Carson Paul                      | 338,04 | 15        | Gick inte vidare | Gick inte vidare |
| 16        | Kroatien Luka Martinović Matej Nevešćanin                 | 337,44 | 16        | Gick inte vidare | Gick inte vidare |
| 17        | Dominikanska republiken Frandiel Gómez Jonathan Ruvalcaba | 334,32 | 17        | Gick inte vidare | Gick inte vidare |
| 18        | Uzbekistan Vyacheslav Kachanov Igor Myalin                | 326,58 | 18        | Gick inte vidare | Gick inte vidare |
| 19        | Australien Hudson Skinner Benjamin Wilson                 | 319,47 | 19        | Gick inte vidare | Gick inte vidare |
| 20        | Brasilien Luís Felipe Moura Rafael Borges                 | 318,18 | 20        | Gick inte vidare | Gick inte vidare |
| 21        | Malaysia Nurqayyum Nazmi bin Mohamad Nazim Yong Rui Jie   | 302,76 | 21        | Gick inte vidare | Gick inte vidare |
| 22        | Singapore Max Lee Ayden Ng                                | 302,10 | 22        | Gick inte vidare | Gick inte vidare |
| 23        | Venezuela Jesús González Juan Travieso                    | 298,65 | 23        | Gick inte vidare | Gick inte vidare |
| 24        | Georgien Giorgi Tsulukidze Aleksandre Tskhomelidze        | 291,42 | 24        | Gick inte vidare | Gick inte vidare |
| 25        | Kazakstan Nazar Kozhanov Kirill Novikov                   | 275,13 | 25        | Gick inte vidare | Gick inte vidare |
| 26        | Indien Surajit Rajbanshi Premson Yumnam                   | 254,04 | 26        | Gick inte vidare | Gick inte vidare |